# 破敵剣
破敵剣（はてきのつるぎ/はてきのけん）は、大刀契のうち、護身剣と並んで重視された御剣。将軍剣（しょうぐんのけん）、三公闘戦剣（さんこうとうせんのけん）とも。

## 概要
刃の長さ76.5cm、把の長さ16.2cm、全長92.7cm、先は両刃、身は片刃の刀である。護身剣と共に百済王が倭王に献じたものという伝承をもつ。
『塵袋』によると、護身剣・破敵剣の両剣は天皇行幸時の大刀契のひとつで、名称のとおり護身・破敵の機能を果たした。
天徳4年（960年）に焼失、応和元年（961年）に安倍晴明・賀茂保憲らによって再鋳造されたが、寛治8年（1094年）に焼失した。

## 銘文
符図〔左〕
| 三皇五帝形 南斗六星 青龍形 西王母兵刃符 |

符図〔右〕
| 北極五星 北斗七星 白虎形 老子破敵符 |

## 解釈
左には三皇五帝の形・南斗六星・青龍の形・西王母が兵刃符が、右には北極五星・北斗七星・白虎の形・老子の破敵符が刻まれている。
峯に銘文があったのかは不明だが、仮に金象嵌の刻文があったとすれば、護身剣と同様な銘があったと考えられる。

## 関連する刀剣
奈良県天理市に鎮座する石上神宮が所蔵する七支刀は、護身剣・破敵剣に少し遅れて372年あたりに百済王世子から神功皇后に献じられたとされている。

## 関連資料
破敵剣が記録される資料
- 『塵袋』
- 『中右記』

### 原典
1. ↑  『塵袋』